# Madoryx jamaicensis
Madoryx jamaicensis är en fjärilsart som beskrevs av Neidhoefer 1968. Madoryx jamaicensis ingår i släktet Madoryx och familjen svärmare. Inga underarter finns listade i Catalogue of Life.